# Petromisa
Petromisa (Petrobrás Mineração S.A.) foi uma empresa estatal subsidiária da Petrobrás que atuava no ramo de mineração. Foi fundada no governo de Ernesto Geisel e extinta no governo de Fernando Collor, em março de 1990. 
A atividade desta extinta empresa era a extração de cloreto de potássio, um adubo químico, em Sergipe. 

## Histórico
Em 1963, enquanto explorava petróleo, a Petrobras descobriu a jazida de cloreto de potássio de Taquari-Vassouras, no município de Rosário do Catete (SE). 
Em 1978, foi criada a Petromisa (com o nome de Petromin), com o objetivo de promover a avaliação do potencial mineral do país e o desenvolvimento e a exploração de minerais descobertos pela Petrobrás nas bacias sedimentares brasileiras.
Em 1979, foi iniciado pela Petromisa o projeto de exploração das jazidas. Em setembro de 1985, foi iniciada a produção no complexo mina/usina.
A Petromisa foi extinta no governo de Fernando Collor, em março de 1990. A produção da mina chegou a ser interrompida em razão de prejuízos acumulados pela empresa.
Em 1991, a mina foi arrendada pela Companhia Vale do Rio Doce após um aporte de US$ 5 milhões.
Em 2017, a Vale Fertilizantes foi vendida para a Mosaic pelo valor agregado de US$ 2,5 bilhões.